# Philorus viridis
Philorus viridis är en tvåvingeart som beskrevs av Kitakami 1931. Philorus viridis ingår i släktet Philorus och familjen Blephariceridae. Inga underarter finns listade i Catalogue of Life.